# Равликоїд азійський кілеватий
Равликоїд азійський кілеватий (Pareas carinatus) — неотруйна змія з роду азійських равкликоїдів родини Вужеві. Має 2 підвиди.

## Опис
Загальна довжина досягає 60 см. Голова практично округла, носовий відділ дуже сильно укорочено й затуплено. Очі великі, діаметр їх перевищує довжину рострума. Луска тулуба зі слабко розвиненими кілями, у самок кілі виражені тільки на лусці уздовж хребта. По хребту проходить рядок розширених щитків. Забарвлення досить непоказне, жовтувато-коричневе, зустрічаються особини з інтенсивним червонуватим відтінком. З боків тулуба проступають неясні вертикальні темні смужки. На голові присутній характерний темний малюнок зі смуг, що йдуть від очей назад та з'єднуються перемичкою в області шиї.

## Спосіб життя
Полюбляє лісову місцину. Веде деревний спосіб життя. Активний у сутінках та вночі. Харчується наземними молюсками. 
Це яйцекладна змія. 

## Розповсюдження
Мешкає у південному Китаї, В'єтнамі, Лаосі, Камбоджі, М'янмі, Таїланді, Малайзії, на Великих Зондській островах (Індонезія). 

## Підвиди
- Pareas carinatus carinatus
- Pareas carinatus unicolor